# Ardingly
Ardingly (gesprochen: ˈɑrdɪŋˌlaɪ, „Arding-lye“) ist ein Dorf (Village) und eine Gemeinde (Civil Parish) im Distrikt Mid Sussex, West Sussex, England. Es liegt ca. 53 Kilometer südlich von London und 23 Kilometer nördlich des Seebades Brighton. Weitere größere Städte in der Nähe sind Chichester, Haywards Heath, Crawley und East Grinstead. Ardingly liegt in einer Area of Outstanding Natural Beauty, einer Gegend von herausragender natürlicher Schönheit, bekannt als High Weald.
Sehenswürdigkeiten in der Region sind das Ardingly Reservoir, ein Stausee, der zur Frischwasserversorgung kleinerer Orte der Region dient und darüber hinaus als Anziehungspunkt für Wassersportler gilt, Wakehurst, die St. Peter's Church sowie die Felsformation Big-Upon-Little.

## Geschichte
Eine römische Militärstraße querte das damals noch unerschlossene Waldgebiet beim heutigen Ardingly. Ihr Verlauf wird westlich der Kirche vermutet. Der Ortsname deutet auf eine Rodesiedlung in sächsischer Zeit hin. Ersterwähnung als Hardingvellia (1107), 1121 als Hertingeligh. Die Endung -ly (= Leigh) bedeutet Lichtung, Weideland.
Im Domesday Book von 1086 ist Ardingly nicht aufgeführt, eine Stiftungsurkunde belegt aber, dass vor 1138 bereits eine Kirche existierte.
Der 1590 anstelle eines mittelalterlichen Vorgängerbaus errichtete elisabethanische Wohnsitz von Wakehurst Place war ursprünglich eine Vierflügelanlage und wurde in späterer Zeit verkleinert. Eine erste Erwähnung von Wakehurst geht auf das Jahr 1205 zurück.
Im 19. Jahrhundert entstand das Ardingly College der Woodard Foundation. 1864 wurde mit dem Bau des Internats begonnen, 1875 die Kapelle fertiggestellt. 1883 wurde die Bahnlinie von Haywards Heath nach Horsted Keynes eröffnet (1963 aufgegeben) und 1885 die Congregational Church gebaut.
1965 pachteten die Royal Botanic Gardens Kew das Anwesen Wakehurst Place vom National Trust und bauten es zu einer vielbesuchten zwei Quadratkilometer großen botanischen Sehenswürdigkeit aus.
1978 wurde der Stausee des Ardingly Reservoir durch den Aufstau des Flüsschens Shell Brook geschaffen. Bei stärkerer Wasserführung wird Wasser der Ouse in den Stausee gepumpt.
1996 wurde die Millenium Seed Bank (Millennium Seed Bank Partnership) auf dem Gelände von Wakehurst Place eröffnet, die weltweit größte Ex-situ-Einrichtung zur Bewahrung von Wildpflanzensamen.

## Bauwerke
Die Pfarrkirche: Der Turm und das südliche Seitenschiff stammen aus dem 15. Jahrhundert, Chor und Mittelschiff von 1325–1340. Das nördliche Seitenschiff mit der Sakristei wurde 1887 angefügt. Maßwerkfenster im Decorated Style.
Die neugotischen Gebäude des Ardingly College, errichtet zwischen 1864 und 1883 von zwei damals renommierten Architekten William Slater und Richard  Carpenter (siehe Wikipedia englisch: Richard Carpenter (architect), ebenso William Slater (architect)).

## Veranstaltungen
Die ländliche Ruhe Ardinglys wird in der Regel am Vatertag durch das Radrennen London to Brighton und im Juni durch die Landwirtschaftsmesse Südenglands unterbrochen. Darüber hinaus gibt es eine Vielzahl kleinerer Veranstaltungen, wie etwa Antikmärkte und die Versammlung regionaler Pfadfinder (Surrey Scoutabout), die alle drei Jahre auf dem South of England Showground in Ardingly abgehalten wird.

## Bildung
Am südlichen Rand des Ortes liegt Ardingly College, eine bekannte Privatschule. Zudem gibt es eine staatliche Grundschule; weiterführende staatliche Schulen befinden sich im benachbarten Haywards Heath.

## Infrastruktur
Im Jahre 1864 wurde eine Nebenbahn von der Brighton Main Line bei Haywards Heath nach Horsted Keynes an der Strecke East Grinstead–Lewes mit Ardingly als einzigem Zwischenbahnhof eröffnet.
Am 28. Oktober 1963 wurde der Personenverkehr stillgelegt, bis heute besteht jedoch starker Güterverkehr von Haywards Heath zu einer Baustofffirma Hanson in Ardingly. Die Strecke in Richtung Horsted Keynes ist im Besitz der privaten Bluebell Railway, die langfristig eine Wiedereröffnung anstrebt.